# Co Flower
Co Flower (echte naam: Maria Van Hoorenbeeck) (Antwerpen, 23 augustus 1907 – Merksem, 28 november 1992) was een Vlaamse cabaretière.
Aanvankelijk was Flower naaister, maar via haar echtgenoot Hans Flower, die pianist en componist was, kwam ze in de showbusiness terecht. In 1930 debuteerde ze als artieste in het Atlantic Theater in Borgerhout. Ze speelde geregeld mee in de revues van Rik Senten, maar werd pas echt bekend in Vlaanderen toen ze van 1941 tot 1983 een komisch duo vormde met acteur Charles Janssens. Ze acteerde in een aantal speelfilms en trad op tijdens de populaire bonte avonden van Radio Antwerpen. Janssens en Flower gingen ook op tournee om de Belgische soldaten in binnen- en buitenland te amuseren.
Flower schreef ook de musical “Anita my love”, met muziek van Hans Flower en gezongen door Louis Neefs.
Toen haar man op 31 januari 1992 overleed, kwijnde Co Flower weg en overleed datzelfde jaar nog. Ze liggen naast elkaar begraven op het kerkhof “Zwaantjes” in Merksem.